# 어 플레이스 투 콜 홈
《어 플레이스 투 콜 홈》(영어: A Place to Call Home)은 2013년 4월 28일터 2018년 10월 21일까지 세븐 네트워크에서 방영중인 텔레비전 드라마이다.